# اكام (مصارع)
صني دينسا (من مواليد 20 مايو 1993) هو مصارع كندي محترف ومصارع محلي سابق موقّع حاليًا في شركة WWE ، حيث يصارع في عرض رو تحت اسم اكام مع زميله في الفريق رايزر كـ فريق اوثورذ اوف باين. سبق له أن صارع في نظام WWE التنموي، NXT ، وفاز هو زميلة رايزر ببطولة ان اكس تي للفرق وفائز بدورة (Dusty Rhodes Tag Team) (مع رايزر).

## النشأة واحتراف المصارعة
ولد في أبوتسفورد، كولومبيا البريطانية إلى من اب هندي سيخي وام كندية فهو يحمل الجنسيتين الكندية والهندية، وحضر دينسا جامعة (Simon Fraser)، حيث كان مصارعًا جماعيًا بارزًا. وكان المصارع الوطني الكندي للمصارعة الحرة في 2011 و 2012 و 2013 في فئة الوزن الثقيل. فاز بميدالية ذهبية في فئة 115 كلغ في دورة الألعاب الصيفية الكندية لعام 2009، وميدالية فضية في دورة ألعاب عموم أمريكا 2011 في غوادالاخارا. تنافس دينسا في البطولة التأهيلية للألعاب الأولمبية الصيفية 2012، في عداد المفقودين على التأهل بعد الخسارة أمام دريمل بايرز كان يعتبر أحد الاحتمالات لدورة الألعاب الأولمبية الصيفية لعام 2016 ولكنه ترك مصارعة الاتحادات المحلية بعد أن عُرض عليه عقدًا مع WWE في عام 2014.

## مسيرته في المصارعة

### NXT 2014-2018
في أكتوبر 2014، وقع دينسا عقدا مع WWE وبدأ التدريب ليصبح مصارعًا محترفًا في مركز أداء WWE. ظهر لأول مرة في معرض NXT في أورلاندو بولاية فلوريدا في 4 أبريل 2015، وتنافس في معركة باتل رويال، والتي فاز بها سكوت داوسون. بحلول فبراير / شباط 2016، شكل دنسا فريقًا مع رايزر بأسم اوثورذ اوف اين.
اكام ورايزر جعلو أول ظهور لهما في NXT المتلفزة لأول مرة في 8 يونيو 2016 في NXT TakeOver: The End ؛ بعد مباراة علي بطولة ان اكس تي للفرق، وهاجموا الأبطال السابقين الأمريكيين ألفا تشاد غيبل وجيسون جوردان قبل الانضمام إلى المسرح على يد المصارع المخضرم بول إرلينج. كان الثنائي قد دفع خلال فترة عمله في NXT ، وحاز على دورة (Dusty Rhodes Tag Team Classic)، بعد هزيمة فريق (TM-61) في NXT TakeOver: Toronto والفوز في NXT TakeOver: San Antonio عندما هزموا الابطال السابقين (#DIY) (جوني جارجانو) و (توماسو تشامبا). احتفظ الثنائي باللقب في NXT TakeOver:Orlando (بفوزه على #DIY و The Revival في مباراة إلغاء فريق التهديد الثلاثي من خلال القضاء على كلا الفريقين) و NXT TakeOver:Chicago (بفوزه على #DIY. في مباراة سلم للاحتفاظ بالألقاب. تحول الثنائي وجهه في طبعة 9 أغسطس من NXT بعد تعرضه لهجوم من قبل فريق (SAnitY). وقدا خسرا اللقب العناوين لصالح فريق (سانتي). في NXT TakeOver:WarGames تنافسا اكام ورايزر مع رودريك سترونغ ضد انديسبيوتيد ايرا المكون من ادم كول وكايلي اوريلي وفريق (سانيتي) ايريك يونغ والكساندر وولف في مباراة ثلاثية ربحها ادم كول وكايلي اوريلي. في NXT TakeOver:Philadelfia ، حصلا علي مباراة إعادة علي البطولة، لكنهم فشلوا في استعادة اللقب.

### عرض رو 2018-الآن
وفي عرض رو بعد راسلمينيا 34 ظهرا اكام ورايزر في العروض الرئيسية بعد ان تغلبا علي هيث سلايتر وراينو بعد المباراة، أخبر آكام ورزار إليرينج أن يتراجع، مما يشير إلى أنه لم يعد قادراً على إدارة المجموعة.

## البطولات والانجازات
- بطولة ان اكس تي للفرق
- دورة داستي رودز للفرق الزوجية

## وصلات خارجية
- اكام على موقع IMDb (الإنجليزية)
- اكام على موقع قاعدة بيانات المصارعة الدولية (الإنجليزية)
- اكام على موقع دبليو دبليو إي (الإنجليزية)
- اكام على موقع WrestlingData.com (الإنجليزية)
- اكام على موقع CageMatch worker (الإنجليزية)
- اكام على موقع قاعدة بيانات المصارعة على الإنترنت (الإنجليزية)
- اكام على موقع عالم المصارعة على الإنترنت (الإنجليزية)
- اكام على موقع عالم المصارعة على الإنترنت (الإنجليزية)

- ـ اكام في موقع WWE